# Joseph Marmette
Œuvres principales
- Le Chevalier de Mornac (1873)

Joseph Marmette, né Joseph-Étienne-Eugène Marmette le 25 octobre 1844 à Saint-Thomas-de-Montmagny (Canada-Est, actuel Québec) et mort le 7 mai 1895 à Ottawa (Ontario), est un romancier et essayiste québécois et franco-ontarien. 

## Biographie
Né sur la Côte-du-Sud, Joseph Marmette fait ses études au Séminaire de Québec dans la ville du même nom et au Regiopolis College de Kingston en Ontario. Il entre à la faculté de Droit de l'Université Laval. Petit-fils d'Étienne-Paschal Taché et époux de la fille de l'historien François-Xavier Garneau, il occupe divers postes au sein du Gouvernement du Québec et du gouvernement fédéral.
Dans les années 1870, Marmette est membre d'un groupe littéraire connu sous les noms de « la société d'admiration mutuelle », « le cénacle de la rue d'Aiguillon » et « la pléiade de Saint-Maurice ». Le groupe, qui comprend Faucher de Saint-Maurice et Oscar Dunn, se réunit régulièrement chez Prosper Bender à Québec. Les conversations du salon inspirent et façonnent les ouvrages de ces personnalités littéraires. Bender salue d'ailleurs l'oeuvre de Marmette dans ses Literary Sheaves (1881).
En 1882, il voyage aux États-Unis  en compagnie d'Henri-Raymond Casgrain. La même année, nommé agent spécial de l’immigration pour la Suisse et la France, il part en Europe. Il accumule ainsi une documentation importante et de qualité sur la Nouvelle-France et le Québec. Joseph Marmette s'établit en Ontario en 1884 alors qu'il obtient un poste au Service des archives du gouvernement fédéral. Il a accès aux documents relatifs à l’histoire du Canada conservés aux dépôts d’archives français et effectue plusieurs stages à Paris entre 1884 et 1887. Il fait partie du Cercle des dix, groupe littéraire d'Ottawa. Il constitue entre autres la bibliothèque du pavillon canadien pour l’Exposition coloniale de Londres en 1886. Joseph Marmette vit à Ottawa jusqu'à sa mort en 1895 à l'âge de 50 ans.
Publiés dans les journaux québécois de l'époque, sous forme de feuilleton, ses romans lui ont valu le surnom de « Alexandre Dumas québécois ». Ses romans sont réédités de nombreuses fois après sa mort.

## Thématique et esthétique
Joseph Marmette écrit surtout des romans historiques, privilégiant la période de la Nouvelle-France et les premières années qui suivent la Guerre de la Conquête. D'aucuns prêtent des élans patriotiques de même qu'un désir de transmettre des connaissances historiques et préceptes moraux. Ses œuvres, tout en offrant un cadre historique détaillé, adoptent souvent le ton et le déroulement propres au roman d'aventures. Les écrits de Joseph Marmette s'inspirent de l'école romantique et les personnages y sont partagés entre bons et méchants.
Son premier roman historique Charles et Éva, écrit à l'âge de 20 ans, paraît dans La Revue canadienne de décembre 1866 à mai 1867. Il se passe lors de l'expédition de la Nouvelle-France contre Corlar (Schenectady) dans la colonie de la Nouvelle-York en 1689. Les Canadiens y montrant courage et endurance. Le héros Charles Couillard-Dupuis tombe amoureux de l'orpheline Éva Frantova et la ramène à Québec. L'ouvrage marque une nouveauté dans le genre romanesque de la littérature québécoise, en plaçant l'action fictive dans un événement réel et obligeant à une recherche historiographique importante. Une édition posthume en est faite en 1945 par les Éditions Lumen. Le roman François de Bienville : scènes de la vie canadienne au XVIIe siècle (1870) est centré sur la figure historique de François Le Moyne de Bienville. L'intendant Bigot (1872 est un roman centré sur la figure historique de François Bigot, intendant malhonnête de Nouvelle-France. L'ouvrage  Héroïsme et Trahison - récits canadiens  (1879) comporte une annexe sur les faits héroïques de Madeleine de Verchères contre les Iroquois.
Dans Récits et souvenirs (1891), Joseph Marmette se montre enthousiaste, fier des réalisations et du rayonnement de son pays à l'étranger. Ce recueil de récits et de nouvelles variées comme une étude de mœurs lors du siège de Québec, une étude de l'œuvre d'Edgar Allan Poe ou la vie quotidienne à Saint Augustine en Floride.

## Œuvres
- 1866 - Charles et Éva
- 1870 - François de Bienville : scènes de la vie canadienne au XVIIe siècle
- 1872 - L'Intendant Bigot
- 1873 - Le Chevalier de Mornac
- 1875 - La Fiancée du rebelle
- 1877 - Le Tomahahk - et L'Épée; 1957 - Réédition de L'Épée sous le titre L'Émissaire de l'amiral
- 1878 - Les Machabées de la Nouvelle-France - histoire d'une famille canadienne, 1641-1768
- 1879 - Héroïsme et Trahison - récits canadiens
- 1879 - Le Canada et les Basques, avec Faucher de Saint-Maurice et Nazaire Levasseur
- 1891 - Récits et souvenirs
- 1919 - Mœurs canadiennes-françaises
- 1957 - Le Renard-Noir , publication posthume d'un inédit